# گرگ و میش گلدها (فیلم)
گرگ و میش طلاها (به انگلیسی: The Twilight of the Golds) فیلمی محصول سال ۱۹۹۷ و به کارگردانی راس کاگان مارکس است. در این فیلم بازیگرانی همچون جنیفر بیلز، برندن فریزر، گری مارشال، فی داناوی، جاون تنی، جان شلزینجر، روزی اودانل و شان اوبراین ایفای نقش کرده‌اند.